# Wada Eisaku

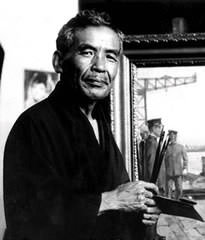
Wada Eisaku

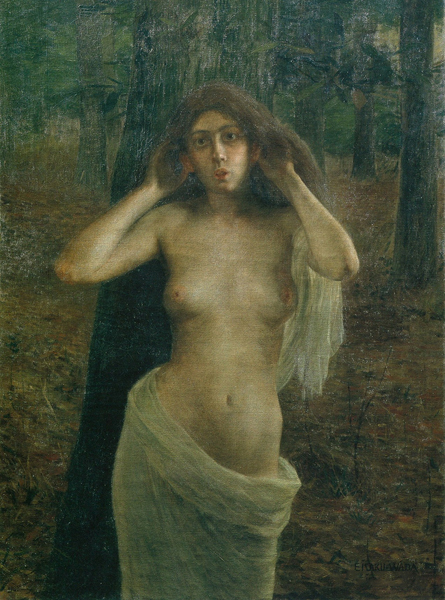
„Das Echo“, 1902

Wada Eisaku (japanisch 和田 英作; geb. 23. Dezember 1874 in der Präfektur Kagoshima; gest. 3. Januar 1959) war ein japanischer Maler im „westlichen“ Yōga-Stil der Meiji-, Taishō- und frühen Shōwa-Zeit. Von 1932 bis 1936 war er Direktor der Kunsthochschule Tōkyō, der Vorläufereinrichtung der Tōkyō Geijutsu Daigaku.

## Leben und Werk
Wada kam 1891 nach Tokio, studierte zunächst unter Soneyama Yukihiko (曽山幸彦; geb.1859), dann unter Harada Naojirō in dessen Ausbildungsstätte „Shōbikan“ (鐘美館). Ab 1894 bildete er sich unter Kuroda Seiki und unter Kume Keiichirō in dessen Schule Tenshin-dōjō (天真道場) weiter. 
1896 wurde Wada zum Assistenzprofessor an die Kunsthochschule Tōkyō berufen, er aber gab die Stelle auf, um sich an der Abteilung für westliche Malerei weiter zu bilden. Nach seinem Abschluss 1899 ging er nach Deutschland, im Jahr darauf nach Paris. Dort hatte er, wie schon andere Japaner, Raphaël Collin als Lehrer.
Nach seiner Rückkehr 1903 wurde Wada Professor an seiner alten Kunsthochschule. An der ab 1907 stattfindende jährlich Kunstausstellung des Kultusministeriums war er von Anfang an als Juror beteiligt. Zwischen den Weltkriegen war er noch zweimal in Frankreich. 1932 wurde er Direktor der Kunsthochschule. 1936 steuerte er für die Meiji-Gedächtnisgalerie ein Bild bei, das die Verkündigung der Verfassung darstellt.
1943 wurde Wada mit dem Kulturorden ausgezeichnet und 1951 nachträglich als Person mit besonderen kulturellen Verdiensten geehrt.

## Bilder

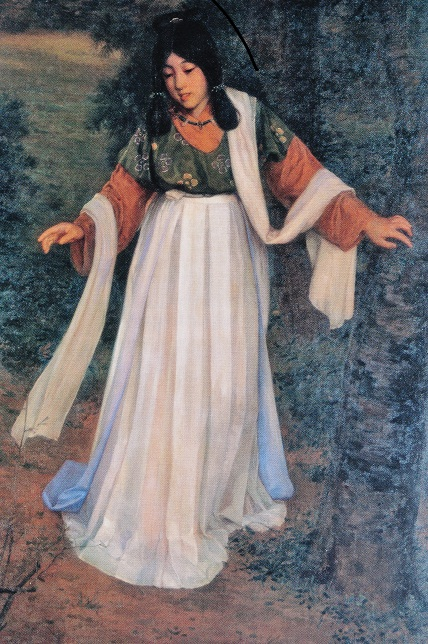
Prinzessin Soto'ori, 1905
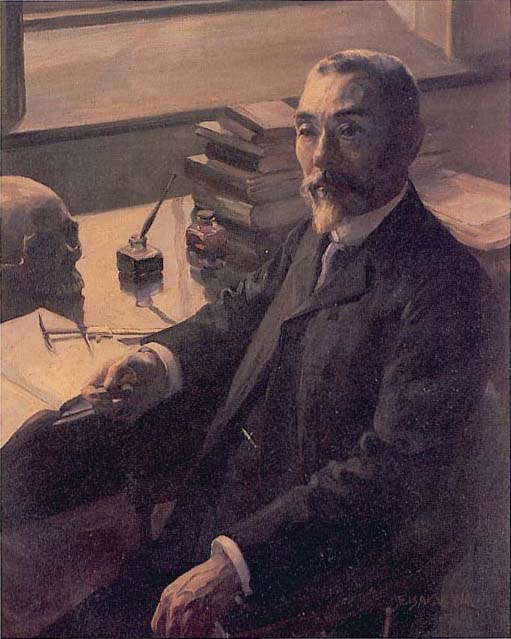
Bildnis Koganei Yoshikiyo, 1910[A 1]
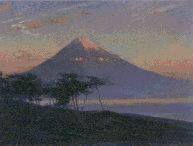
Morgen am Fuji, 1917[A 2]
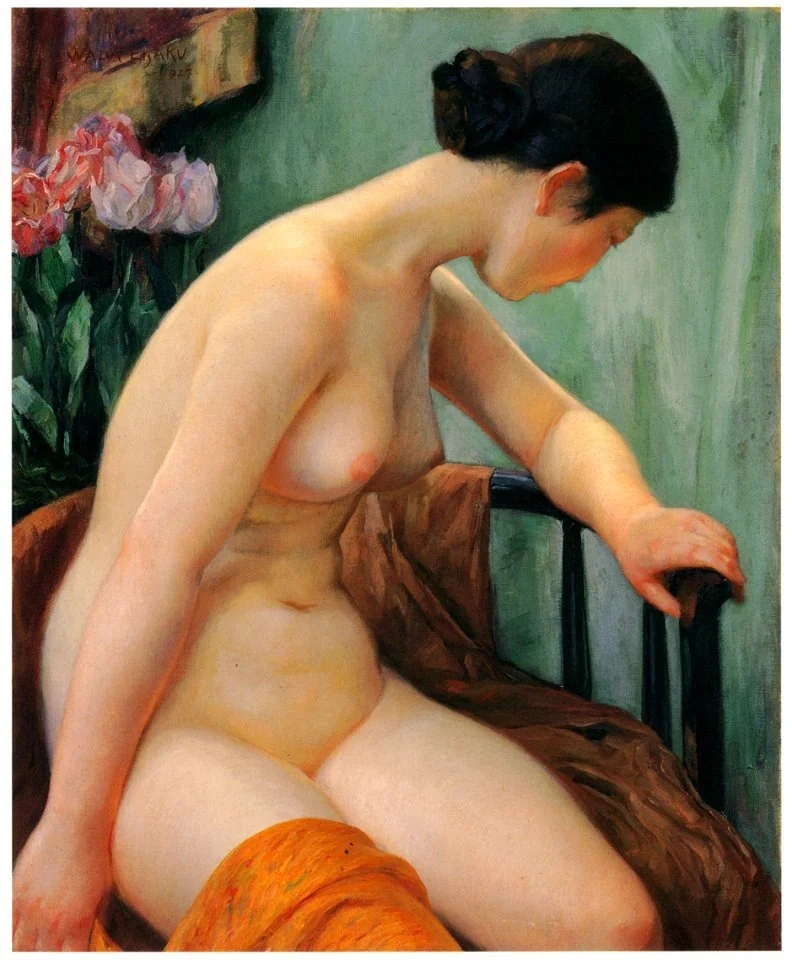
Tulpen, 1927
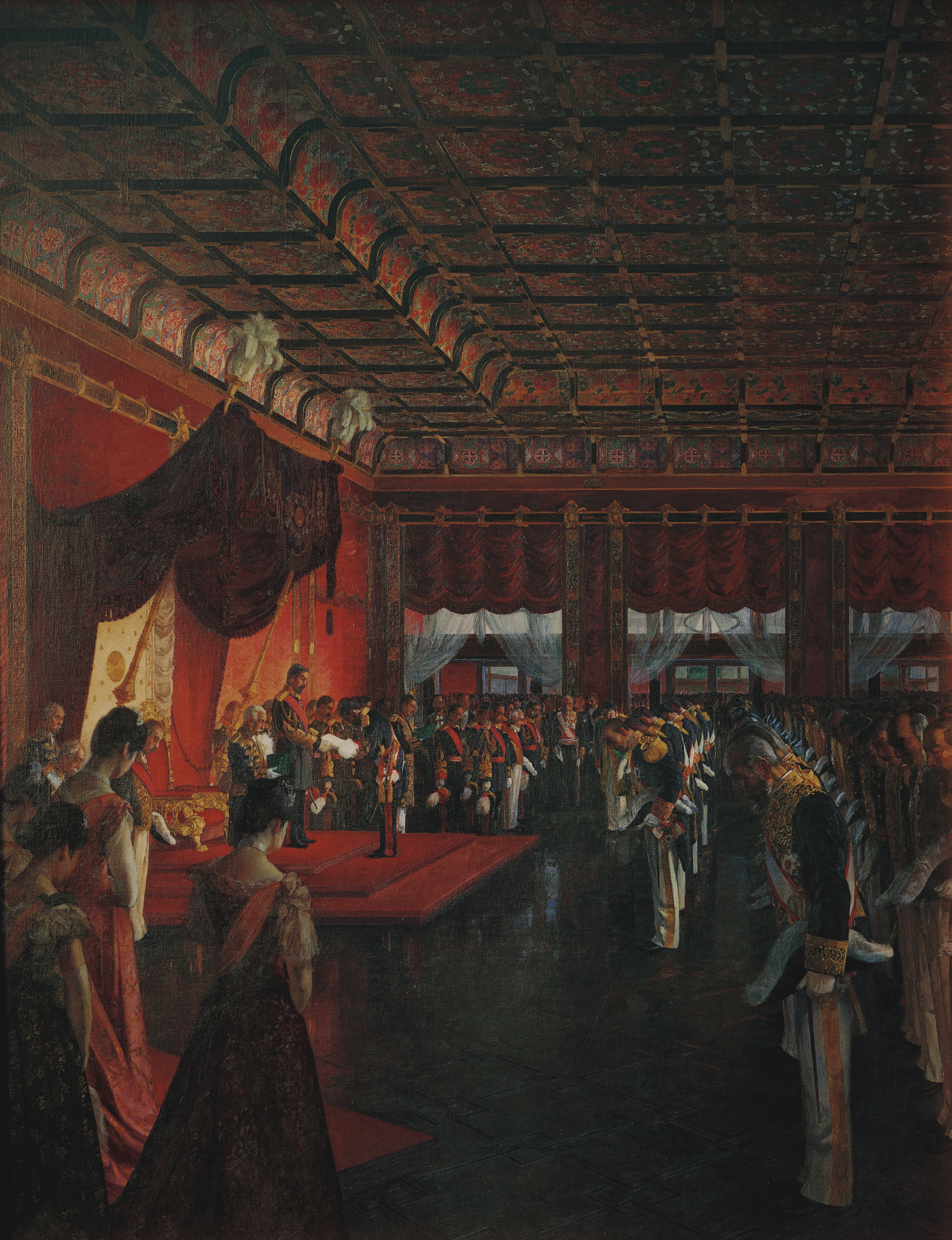
Verkündigung der Verfassung, 1936
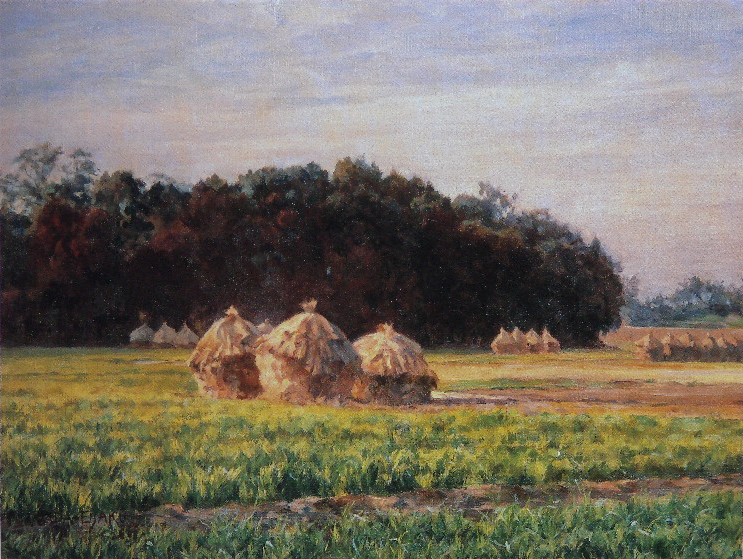
Am Chiryū-Schrein, 1952